# Drew Henry
Drew Henry, škotski igralec snookerja, * 24. november 1968.
Henry je pet sezon prebil v najboljši dvaintrideseterici svetovne jakostne lestvica, od tega je bil najvišje v sezoni 2001/02, ko je držal 18. mesto. Iz dvaintrideseterice je izpadel leta 2005. V karieri se je dvakrat uvrstil v drugi krog Svetovnega prvenstva v snookerju. Tako leta 2000 kot leta 2003 je v prvem krogu porazil Marka Kinga (10-8 in 10-5). Leta 2000 ga je izločil Mark Williams s 13-9, tri leta kasneje pa je bil za Henryja usoden Stephen Hendry, izid je bil 13-11.
Na jakostnih turnirjih se je Henry najbolje odrezal na turnirjih China Open 2000, Scottish Open 2001 in UK Championship 2002, na vseh teh se je prebil v polfinale. Najvidnejša izmed teh uvrstitev je bila gotovo tista na turnirju UK Championship 2002, saj je Henry v četrtfinalu ugnal branilca naslova Ronnieja O'Sullivana.